# 高倉敏

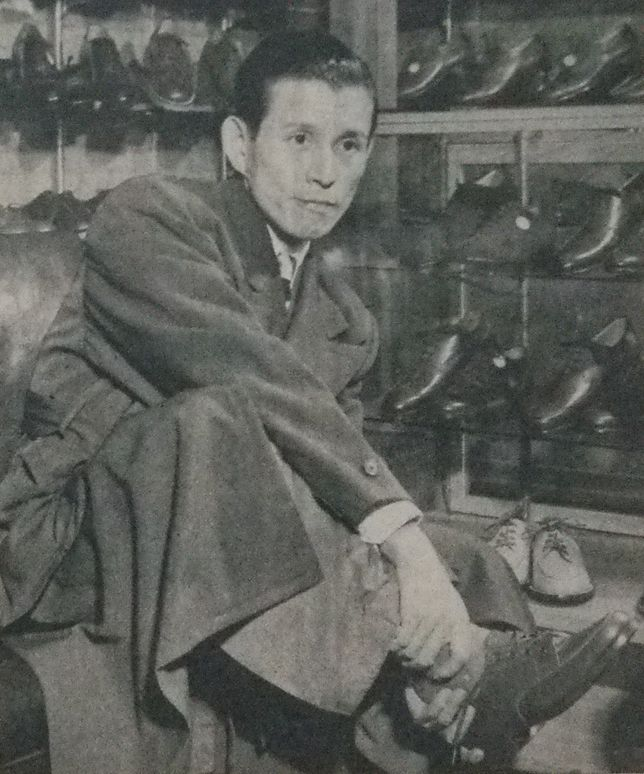
1950年

高倉 敏（たかくら びん、1916年（大正5年）1月4日 - 1957年（昭和32年）10月30日）は昭和期の歌手。

## 経歴
東京出身で、本名は百瀬善之助。日本大学芸術部中退後、中野忠晴が創設した、「コロムビア・ナカノ・リズム・ボーイズ」に百瀬大了として参加、のちに高倉敏として再改名する。
1940年（昭和15年）コロムビアレコードからソロデビューした。戦前のヒット曲には「あこがれの南十字星」や「かくて神風は吹く」などを吹き込む。戦後、「恋のマドロス」、「憧れのマドロス」、「海のマドロス」などいわゆるマドロスものを多く吹き込む。他の代表曲には、「デンスケ節」、「愉快なお巡りさん」、「緋総の籠」などがある。
1957年（昭和32年）10月30日、胃癌により、41歳で死去。